# Monopeltis kabindae
Monopeltis kabindae là một loài bò sát trong họ Amphisbaenidae. Loài này được De Witte, & Laurent mô tả khoa học đầu tiên năm 1942.